# Super Gangster (Extraordinary Gentleman)
Albums de Styles P.
Time Is Money
(2006) The Green Ghost Project
(2010)
Singles
1. Blow Ya Mind
Sortie : 9 octobre 2007

Super Gangster (Extraordinary Gentleman) est le troisième album studio de Styles P., sorti le 4 décembre 2007.
Sorti début décembre 2007, l'album était disponible en téléchargement légal dès le 28 décembre. Le premier single, Blow Ya Mind, est produit par Swizz Beatz que l'on retrouve également en featuring. En plus de Swizz Beatz, Styles a travaillé avec des producteurs réputés tels que Pete Rock, The Alchemist, Akon, Hi-Tek, DJ Green Lantern...
Dans une interview, P. présente son album comme étant dans la lignée des albums « hip-hop street » des années 1990 avec de des sons posés et surtout de bons lyrics.
L'album s'est classé 7e au Top R&B/Hip-Hop Albums et au Top Independent Albums et 51e au Billboard 200.

## Liste des titres
| No  | Titre                                                                               | Contient un (des) sample(s) de                | Durée |
| --- | ----------------------------------------------------------------------------------- | --------------------------------------------- | ----- |
| 1.  | Intro                                                                               |                                               | 0:41  |
| 2.  | Blow Ya Mind (featuring Swizz Beatz – Produit par Swizz Beatz)                      |                                               | 3:34  |
| 3.  | Let's Go (featuring Ray J – Produit par The8thgraders)                              |                                               | 4:16  |
| 4.  | Alone in the Street (Produit par Vinny Idol)                                        | Someone to Lay Down Beside Me de Karla Bonoff | 3:42  |
| 5.  | In It to Win It (featuring Bully – Produit par Cafe Society et Mr. Devine)          |                                               | 4:29  |
| 6.  | All I Know Is Pain (featuring The Alchemist – Produit par The Alchemist)            |                                               | 3:44  |
| 7.  | Got My Eyes on You (featuring Akon – Produit par Akon)                              |                                               | 3:52  |
| 8.  | Green Piece of Paper (Produit par The Alchemist)                                    |                                               | 3:38  |
| 9.  | Holiday (featuring Max B – Produit par DJ Green Lantern)                            |                                               | 2:59  |
| 10. | Look at Her (Produit par Poobs)                                                     |                                               | 2:47  |
| 11. | Da 80's (Produit par Kid Capri)                                                     | Love Is Just a Word de Johnny Griffith Inc.   | 2:38  |
| 12. | Interlude 1 (Interprété par Tony Roberts)                                           |                                               | 1:05  |
| 13. | Shoot Niggas (featuring Raw Buck – Produit par Dame Grease)                         |                                               | 3:44  |
| 14. | Super Gangster (Produit par Vinny Idol)                                             |                                               | 2:52  |
| 15. | Star of the State (featuring Ghostface Killah – Produit par Vinny Idol)             |                                               | 3:28  |
| 16. | U Ain't Ready 4 Me (featuring Beanie Sigel – Produit par Dame Grease)               |                                               | 3:00  |
| 17. | Interlude 2 (Interprété par Tony Roberts)                                           |                                               | 0:37  |
| 18. | Gangster, Gangster (Interprété par Jadakiss et Sheek Louch – Produit par Pete Rock) | Ike's Mood I d'Isaac Hayes                    | 4:03  |
| 19. | Cause I'm Black (featuring Black Thought – Produit par Poobs)                       | Is It Because I'm Black de Syl Johnson        | 3:06  |

| 20. | Hot Shotgun (featuring Uninvited Guests)                 | 4:08 |
| 21. | 5 Star general (Produit par Vinny Idol)                  | 4:08 |
| 22. | The Hardest (featuring AZ – Produit par Large Professor) | 3:43 |